# 皇甫宜川

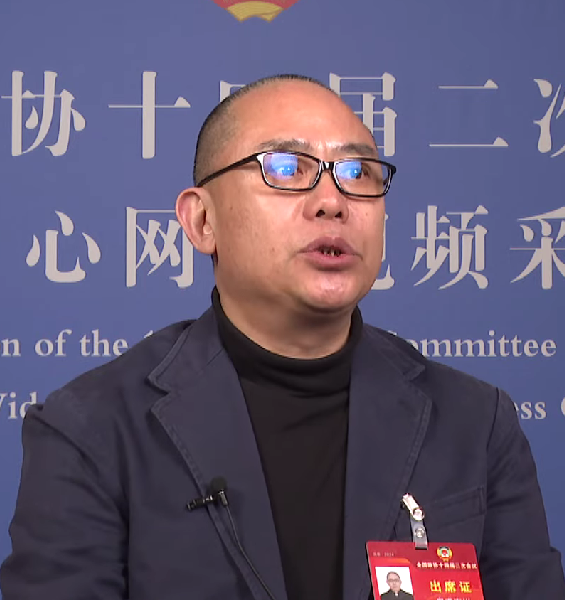
2024年的皇甫宜川

皇甫宜川（1963年4月18日—），曾用名皇甫一川，男，汉族，四川绵阳人。现任中国电影艺术研究中心（中国电影资料馆）研究员，《当代电影》主编。第十四届全国政协委员。